# 14ª edizione dei Critics' Choice Awards
La 14ª edizione dei Critics' Choice Movie Awards si è tenuta il 8 gennaio 2009.

## Cinema

### Miglior film
- The Millionaire (Slumdog Millionaire), regia di Danny Boyle
- Changeling, regia di Clint Eastwood
- Il curioso caso di Benjamin Button (The Curious Case of Benjamin Button), regia di David Fincher
- Il cavaliere oscuro (The Dark Knight), regia di Christopher Nolan
- Il dubbio (Doubt), regia di John Patrick Shanley
- Frost/Nixon - Il duello (Frost/Nixon), regia di Ron Howard
- Milk, regia di Gus Van Sant
- The Reader - A voce alta (The Reader), regia di Stephen Daldry
- WALL-E, regia di Andrew Stanton
- The Wrestler, regia di Darren Aronofsky

### Miglior regista
- Danny Boyle – The Millionaire (Slumdog Millionaire)
- Christopher Nolan – Il cavaliere oscuro (The Dark Knight)
- David Fincher – Il curioso caso di Benjamin Button (The Curious Case of Benjamin Button)
- Gus Van Sant – Milk
- Ron Howard – Frost/Nixon - Il duello (Frost/Nixon)

### Miglior attore
- Sean Penn – Milk
- Brad Pitt – Il curioso caso di Benjamin Button (The Curious Case of Benjamin Button)
- Clint Eastwood – Gran Torino
- Frank Langella – Frost/Nixon - Il duello (Frost/Nixon)
- Mickey Rourke – The Wrestler
- Richard Jenkins – L'ospite inatteso (The Visitor)

### Miglior attrice
- Anne Hathaway – Rachel sta per sposarsi (Rachel Getting Married)
- Meryl Streep – Il dubbio (Doubt)
- Angelina Jolie – Changeling
- Cate Blanchett – Il curioso caso di Benjamin Button (The Curious Case of Benjamin Button)
- Kate Beckinsale – Una sola verità (Nothing but the Truth)
- Melissa Leo – Frozen River - Fiume di ghiaccio (Frozen River)

### Miglior attore non protagonista
- Heath Ledger – Il cavaliere oscuro (The Dark Knight)
- James Franco – Milk
- Josh Brolin – Milk
- Philip Seymour Hoffman – Il dubbio (Doubt)
- Robert Downey Jr. – Tropic Thunder

### Miglior attrice non protagonista
- Kate Winslet – The Reader
- Marisa Tomei – The Wrestler
- Penélope Cruz – Vicky Cristina Barcelona
- Taraji P. Henson – Il curioso caso di Benjamin Button (The Curious Case of Benjamin Button)
- Vera Farmiga – Nothing but the Truth
- Viola Davis – Il dubbio (Doubt)

### Miglior giovane interprete
- Dev Patel – The Millionaire (Slumdog Millionaire)
- Brandon Walters – Australia
- Dakota Fanning – The Secret Life of Bees
- David Kross – The Reader

### Miglior cast corale
- Milk
- Il curioso caso di Benjamin Button (The Curious Case of Benjamin Button)
- Il cavaliere oscuro (The Dark Knight)
- Il dubbio (Doubt)
- Rachel sta per sposarsi (Rachel Getting Married)

### Migliore sceneggiatura
- Simon Beaufoy – The Millionaire (Slumdog Millionaire)
- Eric Roth – Il curioso caso di Benjamin Button (The Curious Case of Benjamin Button)
- John Patrick Shanley – Il dubbio (Doubt)
- Peter Morgan – Frost/Nixon - Il duello (Frost/Nixon)
- Dustin Lance Black – Milk

### Miglior film d'animazione
- WALL•E, regia di Andrew Stanton
- Bolt - Un eroe a quattro zampe (Bolt), regia di Chris Williams e Byron Howard
- Kung Fu Panda, regia di Mark Osborne e John Stevenson
- Madagascar 2 (Madagascar: Escape 2 Africa), regia di Eric Darnell e Tom McGrath
- Valzer con Bashir (Waltz with Bashir), regia di Ari Folman
- Space Chimps - Missione spaziale (Space Chimps), regia di Kirk DeMicco

### Miglior film d'azione
- Il cavaliere oscuro (The Dark Knight)
- Indiana Jones e il regno del teschio di cristallo (Indiana Jones and the Kingdom of the Crystal Skull)
- Iron Man
- Quantum of Solace
- Wanted - Scegli il tuo destino (Wanted)
- L'incredibile Hulk (The Incredible Hulk)

### Miglior film commedia
- Tropic Thunder
- Burn After Reading - A prova di spia (Burn After Reading)
- Non mi scaricare (Forgetting Sarah Marshall)
- Role Models
- Vicky Cristina Barcelona

### Miglior film straniero
- Valzer con Bashir (Vals im Bashir), regia di Ari Folman • Israele, Germania, Francia
- Racconto di Natale (Un conte de Noël), regia di Arnaud Desplechin • Francia
- Gomorra, regia di Matteo Garrone • Italia
- Ti amerò sempre (Il y a longtemps que je t'aime), regia di Philippe Claudel • Francia/Germania
- Lasciami entrare (Låt den rätte komma in), regia di Tomas Alfredson • Svezia
- Mongol (Монгол), regia di Sergej Vladimirovič Bodrov • Kazakistan, Russia, Germania, Mongolia

### Miglior compositore
- A. R. Rahman – The Millionaire (Slumdog Millionaire)
- Clint Eastwood – Changeling
- Alexandre Desplat – Il curioso caso di Benjamin Button (The Curious Case of Benjamin Button)
- Hans Zimmer e James Newton Howard – Il cavaliere oscuro (The Dark Knight)
- Danny Elfman – Milk

### Miglior canzone
- The Wrestler – The Wrestler
- Another Way to Die – Quantum of Solace
- Down to Earth – WALL•E
- I Thought I Lost You – Bolt - Un eroe a quattro zampe (Bolt)
- Jai Ho – The Millionaire (Slumdog Millionaire)

### Miglior film documentario
- Man on Wire - Un uomo tra le Torri (Man on Wire), regia di James Marsh
- Darfur Now, regia di Ted Braun
- I.O.U.S.A., regia di Patrick Creadon
- Roman Polanski: Wanted and Desired, regia di Marina Zenovich
- Standard Operating Procedure - La verità dell'orrore (Standard Operating Procedure), regia di Errol Morris
- Young@Heart, regia di Stephen Walker

### Joel Siegel Award
- Richard Gere

## Televisione

### Miglior film per la televisione
- John Adams
- Coco Chanel
- Recount